# 薩摩亞華人
薩摩亞華人，在薩摩亞多是商人、勞工和店主，薩摩亞至少有30000人是萨摩亚人和中國人的混血兒。他們在正式人口普查中被列為薩摩亞人。全世界約有25％的薩摩亞人聲稱擁有中國血統。幾乎所有在薩摩亞的華人都居住在阿皮亞市區;鄰近的美屬薩摩亞也有少量華人。 2010年3月31日，薩摩亞首都阿皮亞與中國深圳代表團簽署了一項條約，使阿皮亞和中國廣東省深圳市成為友好城市。該協議將有助於吸引中國遊客到薩摩亞旅遊，也將為薩摩亞帶來經濟增長，也將加强两地的聯繫。
深圳航空也將從深圳國際機場和阿皮亞（Faleolo）國際機場運營航班。薩摩亞華人社區正在發展壯大，經濟實力雄厚。新一波移民到薩摩亞的華人移民來自北部地區，帶來了他們的文化和語言。在薩摩亞沒有中文學校，但估計有98.7％的中國僑民和移民將他們的孩子和青年送到私立的羅伯特路易斯史蒂文生學校。

## 歷史
華人在薩摩亞的歷史記錄至少可以追溯到19世紀70年代。兩名中國水手在布利·希斯的指揮下在那里工作了兩年，其中一人於1876年定居下來，娶了一位薩摩亞籍的妻子。一些中國商人也在薩摩亞定居，加入了當地的家庭，並與薩摩亞的大酋長勞埃帕（Malietoa Laupepa）保持著密切的聯繫。1880年，1880年，大酋長又發布了一項禁止華人移民薩摩亞的法令。在西薩摩亞於1899年受德國統治四年之後，殖民地總督威廉·索爾夫（Wilhelm Solf）從1903年起解除了馬列託的禁令，並在中國運送勞工。據報導，中國的苦力們抱怨工作上的嚴厲處罰以及他們不得不面對的殘酷的體罰，這些報告促使廣東省總督不再向殖民地派遣中國苦力。
華人移民幾乎全部是男性，大多數勞動者娶薩摩亞婦女為妻，在1918年中國-薩摩亞血統的後代是顯而易見的少數民族，儘管人口比歐洲（尤其是德國）和薩摩亞後裔的人口少。這最終導致1931年的一項禁令，禁止華人男子以各種理由與薩摩亞婦女進行交往。到第二次世界大戰結束時，只剩下295名中國人，他們都是娶薩摩亞的妻子還是未婚的。此後不少中國苦力回到中國，或與家人一起留在薩摩亞。
1994年，中國為阿皮亞政府辦公大樓的建設提供資金援助。 最近中國政府資助了薩摩亞政府的其他建設。薩摩亞民主聯盟副領導人在2005年1月發表了一個小小的爭論，他說“中國人太多了”。 有華人血統的旅遊部長喬·凱爾（Joe Keil）迅速反駁了他的言論。
薩摩亞華人在公務員隊伍中有很好的代表，中國於1975年11月與薩摩亞建立了外交關係。薩摩亞華人特別是在阿皮亞的零售，進出口和餐飲業尤 其有代表性。

## 語言
大多數前往薩摩亞的中國苦力也來自廣東，他們多數說廣東話和客家話，但他們的子孫多說薩摩亞語和英語。只有少數老人仍說廣東話。而1980年代來的新移民則多說普通話。

## 文化貢獻
薩摩亞華人勞工的文化遺產是顯而易見的。中國移民將他們的烹飪傳統帶到了薩摩亞，薩摩亞烹飪也採用的各種中式菜餚，如米飯、麵條、叉烧包。中國人和薩摩亞人在殖民時代之前已經熟悉了芋頭，竹芋，甘蔗等幾種食物。
創業，商業，節儉和社區投資都是華人商業慣例和文化特徵，促進了華人移民從種植勞動者到企業主，店主和貿易巨頭的興起。華人和薩摩亞人越來越多的婚姻和商業安排已經實現，華人的商業和財政貢獻也在繼續。薩摩亞眾多知名企業也是由華人所有。

## 姓名
由於中國人的個人命名習慣，在薩摩亞，許多華人都把當地人的姓氏當作自己姓氏，而不是他們真正的中國姓氏，格式是先寫姓氏，後面是名字。這些名字中的許多都是廣東話，因為在薩摩亞定居的華人大部分來自台山和番禺。薩摩亞人的姓氏往往以“阿”，“寶”或“何”開頭，薩摩亞華人家庭姓氏的常見例子包括阿蘇，阿奎，阿凡，阿木（其中一些後裔採用了這個名字“河”），寶晴，阿友，何青，阿鑑，阿力奇，阿山，阿茂，阿青，阿芳，這種做法源自對家庭成員的正式名稱中使用的廣東話尊稱“阿”，如外婆的“阿婆”;外公“阿公” 祖母“阿嫲”等。